# تاکانوبو هوزومی
تاکانوبو هوزومی (انگلیسی: Takanobu Hozumi; ۲۰ ژوئیهٔ ۱۹۳۱ – ۱۹ اکتبر ۲۰۱۸) بازیگر، و صداپیشه اهل ژاپن بود. وی بین سال‌های ۱۹۵۰ تا ۲۰۱۸ میلادی فعالیت می‌کرد.